# Unicos
Unicos (торговая марка заглавными буквами — UNICOS) — название нескольких вариантов операционной системы Unix, созданных компанией Cray для своих суперкомпьютеров. Стала следующей операционной системой компании после Cray Operating System (COS); обеспечивала работу сетевых кластеров и совместимость на уровне исходного кода с некоторыми другими разновидностями Unix.
Разрабатывалась в начале 1980-х годов под названием CX-OS как экспериментальная система, работавшая на Cray X-MP, должна была доказать применимость Unix на суперкомпьютерах, прежде всего на доступном аппаратном обеспечении компании Cray. В целом в этот же период Cray Research вёл обширные работы по модернизации программного обеспечения, включая переписывание компилятора Фортрана на Паскале) с применением современных оптимизаций и векторизацией.
В 1985 году система выпущена под наименованием Unicos в качестве основной для суперкомпьютера Cray-2, позднее была портирована и на другие модели Cray. Изначально основу Unicos составляла System V.2 с многочисленными добавлениями возможностей BSD (например, расширенные сетевые функции и улучшения файловой системы). В качестве переходного этапа для пользователей COS, пожелавших перейти на Unicos, в COS была введена функция совместимости с гостевой операционной системой. При этом единственной, когда-либо поддерживавшейся гостевой операционной системой, была Unicos. Пакетное задание COS запускало Unicos, которая работала как подсистема внутри COS, используя подмножество системных ЦПУ, памяти и периферийных устройств. Unicos, работавшая под COS, была в точности такой же, как если бы она была автономной системой. Отличия были только в том, что ядро системы осуществляло определённые низкоуровневые запросы к аппаратному обеспечению через перехватчик гостевой системы в COS, а не напрямую к аппаратуре.
Среди пользователей ранних версий Unicos была Bell Labs, где под руководством Денниса Ритчи под Unicos были портированы части Unix восьмой версии (1985), включая потоковый ввод-вывод. Также в Bell проведены эксперименты с гостевыми возможностями, в частности, в ней был запущен гостевой экземпляр самой же системы.
Варианты:
- UNICOS: оригинальная Cray Unix, основанная на Unix System V, использовалась в суперкомпьютерах Cray-1,Cray-2, X-MP, Y-MP, C90 и ряде других;
- UNICOS MAX: основанная на микроядре Mach, использовалась на процессорных элементах T3D, совместно с UNICOS в качестве основной системы на Y-MP или C-90;
- UNICOS/mk: серверно-ориентированная версия, использующая микроядро Chorus для создания распределённой операционной системы; использовалась на T3E; стала последней операционной системой компании Cray, имевшей в основе исходный код UNICOS, в то время, как следующие системы были на другой основе, лишь используя прежнее наименование;
- UNICOS/mp: система, основанная на IRIX 6.5, использовалась на X1;
- UNICOS/lc: использовалась на XT3 и XT4; комбинация микроядра Catamount (основанного на Cougar, используемого в системе ASCI Red), запущенного на вычислительных элементах, и Linux, запущенного на обслуживающих элементах; в версии UNICOS/lc 2.0 ядро Catamount было заменено на специально сконфигурированное ядро Linux, получившее название Compute Node Linux (CNL)[1]; начиная с версии 2.1 UNICOS/lc официально изменила название на Cray Linux Environment (CLE).